# 2047 Smetana
Smetana (asteroide 2047) é um asteroide da cintura principal, a 1,8661009 UA. Possui uma excentricidade de 0,0031645 e um período orbital de 935,54 dias (2,56 anos).
Smetana tem uma velocidade orbital média de 21,76892262 km/s e uma inclinação de 25,28082º.
Esse asteroide foi descoberto em 26 de Outubro de 1971 por Luboš Kohoutek. O seu nome é uma homenagem ao compositor checo Bedřich Smetana.